# Seppois-le-Haut
Seppois-le-Haut là một xã ở tỉnh Haut-Rhin trong vùng Grand Est ở đông bắc Pháp. Xã này có diện tích 6,27 km², dân số năm 1999 là 527 người. Khu vực này có độ cao 390 mét trên mực nước biển.